# Barbara den Uyl
Barbara Elisabeth (Barbara) den Uyl (Amsterdam, 1949) is een Nederlands filmregisseur.
Den Uyl werd geboren als dochter van politicus Joop den Uyl en Liesbeth den Uyl-van Vessem. Ze volgde het gymnasium en studeerde Nederlandse taal en letterkunde. Daarnaast had ze regie- en spelles aan de Theaterschool. Ze was aanvankelijk lerares, maar sloot zich na zes jaar aan bij het linkse filmcollectief Amsterdams Stadsjournaal. Aanvankelijk was ze scenariste, en productie- en regieassistente. Later maakte ze haar eigen films.
Den Uyl werd landelijk bekend met haar film In naam der wet (1991), over de dood van kraker Hans Kok, die genomineerd werd voor een Gouden Kalf. Voor de documentaire Met een zoen van de leraar kreeg ze de ASN-ADO Mediaprijs 1996.

## Filmografie
- De klimop rouwt nog steeds (2007) (over Huis te Vraag)
- Marokko Swingt (2004) (over Najat Aâtabou)
- Engelen der liefde (2002) (over prostitutie)
- Onbemiddelbaar (2002) (driedelige documentaire over langdurige werkloosheid)
- Portretten (2000)
- Klein voor altijd (1999) (over kleine mensen)
- Asbest, the Silent Killer (1996) (over asbest)
- Met een zoen van de leraar (1994) (tweedelige documentaire over het Mondriaan Lyceum)
- Poco Mosso (1993)
- In naam der wet (1991)
- Dagboek van het vergeten (1989)
- Onder het plaveisel (1987)
- Waar de ratten koning zijn (1985)
- Hoeveel uur ging u naar school? (1983) (over een Vrije school)
- Chaos in de rechtsstaat (1981) (over de Amsterdamse kraakbeweging)